# ویسوکه پوله
ویسوکه پوله (به چکی: Vysoké Pole) یک منطقهٔ مسکونی در جمهوری چک است که در شهرستان زلین واقع شده‌است. ویسوکه پوله ۱۲٫۱۱ کیلومتر مربع مساحت و ۸۳۷ نفر جمعیت دارد و ۴۲۳ متر بالاتر از سطح دریا واقع شده‌است.